# Anton Tomaž Linhart
Anton Tomaž Linhart (Radmannsdorf, 1756. december 11. – Laibach, 1795. július 14.) szlovén drámaíró, költő és történész. 
Központi alakja volt a szlovén megújulásnak, első kifejezett polgár a szlovén kultúrában és úttörő munkásságának mindhárom területén: a drámában, a színházművészetben és a történelemírásban, kivételes érdemeket szerzett az közoktatás és a könyvtártudomány területén is.

## Élete
Apja cseh harisnyakészítő volt, aki a szlovén Krajnában telepedett le. Fiát szülővárosában, a mai Radovljicában és Ljubljanában járatta iskolába. Később Bécsben hallgatott kereskedelmi és pénzügyi ismereteket. Visszatérése után a püspök alkalmazta levéltárosként, később könyvvizsgáló lett, iskolai felügyelő, legvégül pedig a krajna vidéki elöljáró fogadta titkárnak.

## Munkássága
1786-ban lett a ljubljanai járás kormánybiztosa, három éven belül 9-ről 18-ra emelte az általános iskolák számát a járásban. Kiállt az általános iskolai és közkönyvtárak létesítéséért Ljubljanában. A mostani Nemzeti és Egyetemi könyvtárat is az ő kezdeményezésére hozták létre ljubljanai líceumi könyvtár néven.
Első irodalmi munkája, a Cvetje s Kranjskega („Virágok Krajnából”) című versgyűjtemény, mely még egyetemi évei alatt írt műveit tartalmazza. Következő műve, a még mindig német nyelven íródott tragédia, a Miss Jenny Love, amely 1780-ban jelent meg.
A szlovén felvilágosodás, de főleg Žiga Zois hatására kezdett el szlovénul írni. Lefordította és megrendezte a német drámaíró, Richter „Die Feldmühle” című darabját és megváltoztatta a címét Županova Micka-ra. Így kerülhetett sor az első szlovén komédia előadására.
Baumarchias Figaro házassága c. komédiájának mintájára megírta hosszabb lélegzetvételű, Ta veseli dan ali Matiček se ženi c. művét.
Linhart történészként is munkálkodott. Németül írta Poskus zgodovine Kranjske in ostalih dežel južnih Slovanov Avstrije című munkáját, mely két részben jelent meg (1788 és 1791).

## Fordítás
- Ez a szócikk részben vagy egészben  az   Anton Tomaž Linhart című szlovén Wikipédia-szócikk fordításán alapul.  Az eredeti cikk szerkesztőit annak laptörténete sorolja fel. Ez a jelzés csupán a megfogalmazás eredetét és a szerzői jogokat jelzi, nem szolgál a cikkben szereplő információk forrásmegjelöléseként.